# Ovale parelmoerneut
De ovale parelmoerneut (Nucula nucleus) is een tweekleppigensoort uit de familie Nuculidae. De wetenschappelijke naam van de soort werd in 1758 gepubliceerd door Carl Linnaeus in de tiende editie van Systema naturae.

## Beschrijving
De witachtige schelp van de ovale parelmoerneut is ongeveer driehoekig van vorm en tot ongeveer 13 mm lang. De binnenkant heeft een glanzende parelmoer glans, terwijl de opperhuid (periostracum) mat roodbruin gekleurd is. Het oppervlak vertoont fijne concentrische groeilijnen en zeer fijne radiale lijnen die met het blote oog nauwelijks zichtbaar zijn.

Rechter klep
Linker klep

## Verspreiding
Het verspreidingsgebied van de ovale parelmoerneut betreft de Atlantische kust van Europa, van Noorwegen tot in de Middellandse Zee, alsmede de Afrikaanse westkust en Zwarte Zee. Is in het Nederlandse Noordzeegebied alleen bekend uit dieper water, waaronder de Klaverbank, Oestergronden en het Doggersbankgebied. Voornamelijk op grof zand en fijn grind.
Acila: 
†cobboldiae · 
Ennucula:
tenuis

Nuculoma: 
†haesendoncki · 
†laevigata · 
tenuis

Nucula: 
†fragilis convexior · 
†hanleyi · 
†mixta · 
nitidosa · 
nucleus · 
sulcata ·
trigonula